# Haloxylon thomsonii
Haloxylon thomsonii är en amarantväxtart som beskrevs av Aleksandr Andrejevitj Bunge och Pierre Edmond Boissier. Haloxylon thomsonii ingår i släktet Haloxylon och familjen amarantväxter. Inga underarter finns listade i Catalogue of Life.